# Porto Manso
Porto Manso é uma aldeia da freguesia de Ancede e Ribadouro, concelho de Baião, com uma área de 0,19 Km2 e 92 habitantes, que integra a Rota do Românico.
Esta aldeia ficou imortalizada no livro "Porto Manso", do escritor português Alves Redol, no qual retrata de uma forma fictícia a realidade social portuguesa dos meados da década de 1940.